# جوشوا يارو
جوشوا يارو (بالإنجليزية: Joshua Yaro)‏ (24 مارس 1994 بكوماسي في غانا - ) هو لاعب كرة قدم غاني في مركز الدفاع. لعب مع فيلادلفيا يونيون وبثلهام ستييل وBaltimore Bohemians ‏.

## وصلات خارجية
- جوشوا يارو على موقع الدوري الأمريكي (الإنجليزية)
- جوشوا يارو على موقع قاعدة بيانات كرة القدم.إي يو (الإنجليزية)
- جوشوا يارو على موقع Soccerway.com (الإنجليزية)
- جوشوا يارو على موقع AS.com (الإسبانية)